# Don't Shoot Me I'm Only the Piano Player
Don't Shoot Me I'm Only the Piano Player je šesté studiové album anglického hudebníka Eltona Johna. Vydáno bylo v lednu 1973 společnostmi MCA Records a DJM Records a jeho producentem byl Gus Dudgeon. Nahráno bylo v červnu 1972 na zámku Château d'Hérouville ve francouzském Hérouville. Deska se umístila na prvních příčkách hitparád Billboard 200 (USA) a UK Albums Chart, přičemž stejného úspěchu se jí dostalo i v dalších zemích.

## Seznam skladeb
Autory všech skladeb jsou Elton John a Bernie Taupin.
1. „Daniel“ – 3:54
2. „Teacher I Need You“ – 4:10
3. „Elderberry Wine“ – 3:33
4. „Blues for My Baby and Me“ – 5:42
5. „Midnight Creeper“ – 3:55
6. „Have Mercy on the Criminal“ – 5:57
7. „I'm Gonna Be a Teenage Idol“ – 3:55
8. „Texan Love Song“ – 3:33
9. „Crocodile Rock“ – 3:58
10. „High Flying Bird“ – 4:12

## Obsazení
- Elton John – zpěv, klavír, elektrické piano, varhany, harmonium, mellotron
- Davey Johnstone – kytara, banjo, sitár, mandolína, doprovodné vokály
- Dee Murray – baskytara, doprovodné vokály
- Nigel Olsson – bicí, rumba koule, doprovodné vokály
- Ken Scott – syntezátor
- Gus Dudgeon – aranžmá
- Paul Buckmaster – aranžmá
- Jacques Bolognesi – pozoun
- Ivan Jullien – trubka
- Jean-Louis Chautemps – saxofon
- Alain Hatot – saxofon
- Prakesh Nanooshka – sitár